# Frangula alnus
El arraclán (Frangula alnus) es un arbusto de 3 a 6 metros de altura que crece en bosques galería y de ribera, orlas de robledales, roquedos y zonas húmedas con suelos neutros o ácidos de Europa, Asia, norte de África y naturalizado en Norteamérica.

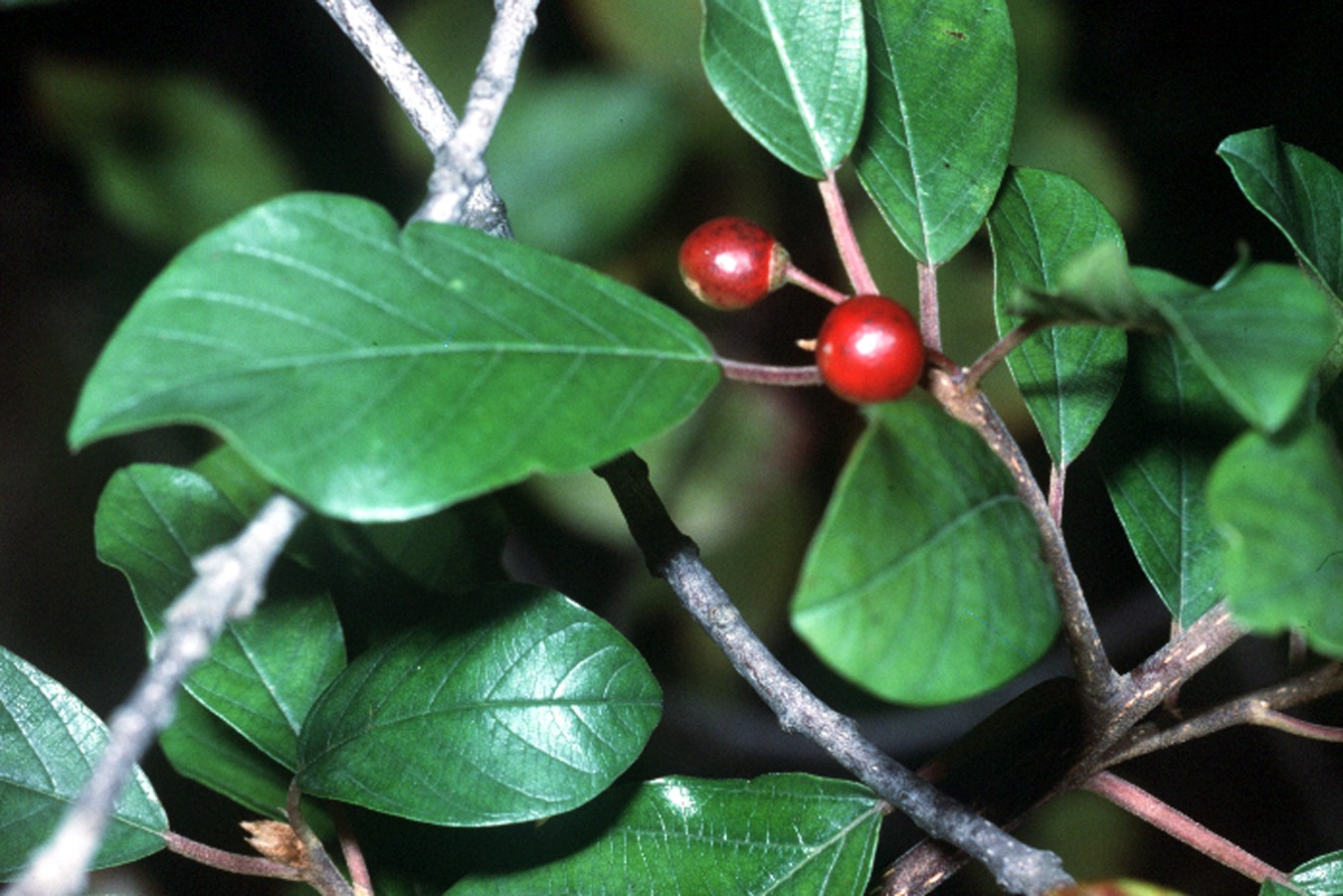
Frángula.

## Descripción
Es un arbusto de ramas erguidas no espinoso. La corteza presenta manchas llamadas lenticelas. Las hojas son caducas, alternas, ovales y pecioladas con nervaduras sobresalientes en el envés. Las flores son pequeñas, hermafroditas, con cinco pétalos y de color rosado o verdoso. Los frutos  son rojos que se vuelven pardos al madurar. Se trata de un arbusto  típico de suelos muy húmedos en sustratos silíceos, ampliamente extendido por Europa.

## Distribución
Europa, Asia y norte de África. En España es muy abundante en los bosques de ribera del tercio norte. Al sur se halla en las zonas de montaña del Sistema Ibérico, Sistema Central, Montes de Toledo, Sierra Morena, sierra de Cazorla y otras zonas montañosas; también en el litoral de Cádiz y Huelva.

## Propiedades
- Son purgantes y colagogos, y mantienen sus efectos por varios días. En las herboristerías se comercializa con el nombre de frángula pero hay que extremar el cuidado en su consumo pues en fresco es muy purgante y vomitiva, especialmente en los niños. Contiene diversos principios activos como frangulina, gluco-frangulina, ácido crisofánico,  fisiciona, crisofanol, etc.

Frangulina A es un O-glicósido de la emodina, encontrado en corteza de Frangula alnus.

## Taxonomía
Rhamnus frangula fue descrita por Carlos Linneo y publicado en Species Plantarum 1: 193, en el año 1753. Philip Miller la describió en 1768 en Gard. Dict. ed. 8 1 como Frangula alnus, nombre válido desde 2012.
Citología
Número de cromosomas de Frangula alnus (Fam. Rhamnaceae) y táxones infraespecíficos: 2n=20
Sinonimia
| - Rhamnus frangula L. - Frangula alnus f. angustifolia W.R.Franz - Frangula alnus var. elliptica Meinhardt - Frangula alnus subsp. saxatilis Gancev - Frangula alnus subsp. sphagnicola A.P.Khokhr. - Frangula atlantica Grubov - Frangula frangula H.Karst. | - Frangula nigra Samp. - Frangula pentapetala Gilib. - Frangula vulgaris Hill - Girtanneria frangula Neck. - Frangula dodonei Ard. - Rhamnus sanguino Ortega - Rhamnus baetica Willk. & Reverchon |

## Nombres comunes
Aliso negro, arraclán, arrayán, avellanillo, avellanito, avellano bravío, biondo, cabraescuerna, cavicuerna, chopera, escabracuerna, escuernacabra, frangula, frángula, gedeondo, gediondo, geriondo, gudino , hediondo, jarapudio, jediondo, ollacarana, pudio, rabiacana, rabiacano, rabiacán, salguera, sanapudio negro, sangreda, sangredo, sangrego, sangubiño, sanguina, sanguino, sanguiño, sangüeño, sarapullo, zarapugio, ácere o ázare.